# Samuel Di Sora
Samuel Di Sora (Bayonne, 8 maggio 2001) è un pilota motociclistico francese.

## Biografia
Di Sora è nato a Bayonne nella Francia sud-occidentale, a pochi chilometri dal confine spagnolo; da madre francese e padre italiano, originario di Roma. All'età di due anni, si trasferisce con la famiglia in Spagna nel comune di Mutxamel, cittadina nei pressi di Alicante. Parla fluentemente lo spagnolo, il francese, l'italiano e l'inglese.

## Carriera

### Trofei locali e campionati nazionali
Di Sora imparò ad andare in moto quando aveva quattro anni, iniziando a competere a sei anni, a livello territoriale nelle minimoto. Nel 2011 e 2012 partecipò al campionato nazionale MiniGP 140cc, piazzandosi rispettivamente in quinta e sesta posizione finale. Nel 2013 a causa di problemi finanziari, passò alla campionato spagnolo minimotard 65cc, chiudendo in quarta posizione. Nel 2014 passò alle supermotard 85cc, chiudendo in quinta posizione finale. Nel 2015 corse nella stessa categoria, conquistando il titolo.
Nel 2017 partecipò al campionato spagnolo Supersport 300, composto da tre gare. Chiuse terzo ad Aragon, primo ad Albacete e quinto a Jerez, conquistando il titolo con 52 punti, a sette punti da Jorge Hernandez e a undici da Daniel Valle. Restò nella categoria nel 2018, chiudendo dodicesimo, e partecipò alle prime due gare del campionato 2019, nel frattempo ridenominato SBK Junior. Nel 2024, dopo l'esperienza nel mondiale delle 300, disputò gli ultimi due Gran Premi della categoria Supersport nel Campionato Italiano Velocità dove, in sella ad una Kawasaki ZX-6R del team MRT Corse, conquistò due punti classificandosi trentesimo.

### Mondiale Supersport 300
Nel 2019, Di Sora esordì nel campionato mondiale Supersport 300 come pilota sostitutivo della squadra francese Flembbo Leader, equipaggiata con Kawasaki Ninja 400. Scese in pista per la prima volta a Jerez, tuttavia non riuscì a qualificarsi per le gare previste nel fine settimana. Corse la sua prima gara a Misano, dove chiuse in tredicesima posizione. Chiuse la stagione in 20ª posizione finale, con un undicesimo posto come miglior piazzamento stagionale. Nel 2020, Di Sora restò con la squadra e la stessa moto come pilota titolare, facendo segnare il suo primo giro veloce nella gara 1 a Portimão e ottenendo il primo podio, una seconda posizione nella gara 1 della Catalogna. Chiuse la stagione in 9ª posizione finale, con due secondi posti come miglior piazzamento stagionale e due giri veloci.
Nel 2021, conquistò la sua prima vittoria in gara 1 a Portimão, che fu anche la prima di un francese nella campionato. Concluse la stagione in quarta posizione finale con una vittoria e cinque podi complessivi. Nel 2022, con lo stesso team delle stagione precedenti, ottenne quattro piazzamenti a podio (tra cui una vittoria all'Estoril) e chiuse al quinto posto. Nel 2023 gareggiò per il team ProDina Kawasaki Racing con Mattia Martella come compagno di squadra. Con quasi cento punti si classificò all'undicesimo posto in campionato con due secondi posti come miglior risultato in gara. Nel 2024, dopo cinque stagioni consecutive con Kawasaki, passò a guidare la Yamaha YZF-R3 del team Arco Motor University conquistando il podio all'esordio. In occasione del Gran Premio di Francia tornò alla guida di Kawasaki, ingaggiato come pilota sostitutivo dal team Fursport SKM. I punti conquistati gli consentirono di classificarsi ventesimo.

## Risultati in gara

### Campionato mondiale Supersport 300
| 2019 | Moto     |  |  |  |    |    |    |    |    |    |    |  |  |  |  |  |  | Punti | Pos. |
| ---- | -------- |  |  |  | -- | -- | -- | -- | -- | -- | -- |  |  |  |  |  |  | ----- | ---- |
| 2019 | Kawasaki |  |  |  | NQ | NQ | 13 | 11 | 15 | 14 | 13 |  |  |  |  |  |  | 14    | 20º  |

| 2020 | Moto     |    |    |   |   |    |    |    |    |   |    |   |    |   |   |  |  | Punti | Pos. |
| ---- | -------- | -- | -- | - | - | -- | -- | -- | -- | - | -- | - | -- | - | - |  |  | ----- | ---- |
| 2020 | Kawasaki | 11 | 18 | 6 | 9 | NQ | NQ | 22 | 10 | 2 | 11 | 7 | 24 | 7 | 2 |  |  | 91    | 9º   |

| 2021 | Moto     |   |   |     |   |   |   |   |     |   |    |     |   |   |     |   |     | Punti | Pos. |
| ---- | -------- | - | - | --- | - | - | - | - | --- | - | -- | --- | - | - | --- | - | --- | ----- | ---- |
| 2021 | Kawasaki | 5 | 8 | Rit | 3 | 4 | 3 | 4 | Rit | 3 | 12 | Rit | 3 | 6 | Rit | 1 | Rit | 148   | 4º   |

| 2022 | Moto     |    |   |   |   |   |   |   |     |    |   |   |    |    |    |   |   | Punti | Pos. |
| ---- | -------- | -- | - | - | - | - | - | - | --- | -- | - | - | -- | -- | -- | - | - | ----- | ---- |
| 2022 | Kawasaki | 14 | 7 | 2 | 7 | 2 | 1 | 3 | Rit | 13 | 4 | 6 | 13 | 14 | 22 | 9 | 9 | 146   | 5º   |

| 2023 | Moto     |   |   |   |    |   |   |   |    |     |   |     |    |     |     |    |   | Punti | Pos. |
| ---- | -------- | - | - | - | -- | - | - | - | -- | --- | - | --- | -- | --- | --- | -- | - | ----- | ---- |
| 2023 | Kawasaki | 2 | 6 | 2 | NC | 8 | 9 | 9 | 17 | Rit | 5 | Rit | 15 | Rit | Rit | 10 | 8 | 98    | 11º  |

| 2024 | Moto              |   |   |     |   |    |     |     |    |     |    |    |    |  |  |  |  | Punti | Pos. |
| ---- | ----------------- | - | - | --- | - | -- | --- | --- | -- | --- | -- | -- | -- |  |  |  |  | ----- | ---- |
| 2024 | Yamaha e Kawasaki | 3 | 9 | Rit | 9 | 16 | Rit | Rit | 15 | Rit | 21 | 13 | 20 |  |  |  |  | 34    | 20º  |

| Legenda | 1º posto        | 2º posto            | 3º posto           | A punti      | Senza punti        | Grassetto – Pole position Corsivo – Giro più veloce |
| Legenda | Gara non valida | Non qual./Non part. | Ritirato/Non class | Squalificato | '-' Dato non disp. | Grassetto – Pole position Corsivo – Giro più veloce |